# HD 37171
HD 37171，又名BD+10 828，SAO 94702、HR 1908，是一颗恒星，视星等为5.94，位于銀經194.33，銀緯-11.02，其B1900.0坐标为赤經5h 31m 30.8s，赤緯+10° -11.02′ 23″。